# Famille Tissot
Pour les articles homonymes, voir Tissot.
La famille Tissot est une famille suisse, originaire du Locle (canton de Neuchâtel). Ses membres travaillent dans l'industrie horlogère, notamment à travers la marque de montre éponyme, fondée en 1853, intégrée dans la SSIH en 1930, puis englobée dans le groupe SMH à partir de 1983, qui sera finalement rachetée par Swatch Group en 1998.

## Étymologie
Le Véritable Messager boiteux de Neuchâtel parle des « Tissot » dans son n° de 1939 :
Alors que l'on cultivait encore son chanvre et son lin, le tissot était le métier de tisserand, en patois tissot. exercé autrefois dans nos localités agricoles. Ceci explique que le nom de famille Tissot soit fréquent et qu'on le rencontrait jadis aussi bien au bord du lac que dans les montagnes.
Nom de métier, il fut donné à ceux qui, de père en fils, le pratiquèrent, d'où il résulte que, de localité à localité, les nombreux porteurs du nom de Tissot n'avaient d'autre parenté que celle du nom. Des surnoms ont alors été donnés à quelques familles Tissot pour les différencier :
1. À Valangin, probablement à la suite d'une alliance, se trouvent les Tissot dit Sanfin,
2. À la Sagne et à la Chaux-de-Fonds se situent les Tissot Vougeux,
3. À la Chaux-de-Fonds et au Locle demeurent les Tissot-Daguette.

## Généalogie
- Simon Pierre Tissot-Daguette ∞ Sophie Tissot (Ducommun)
  - Charles-Félicien Tissot-Daguette (1804-1873) ∞ Julie Tissot (Othenin-Girard)
    - Charles-Émile Tissot (1830-1910), conseiller général, député, conseiller national ∞ Sophie Amélie Tissot (Favre)
      - Charles Tissot (1860-1936) ∞ Marie Tissot (Fadieff)
        - Paul Tissot (1890-1951), CdA Omega, CdA SSIH ∞ Olga Tissot (Sommer)
        - Marie Tissot (1897-1980), Cda Tissot, CdA SSIH

      - Paul-Édouard Tissot (1864-1939), banquier, Dr EPFZ, CdA SSIH ∞ Laure Alice Tissot (Martin) 
        - Édouard-Louis Tissot (1896-1977) ∞ Gabrielle Tissot (Bernoud)
        - Hélène Erba Tissot ()
          - Anita Tissot (1930-2003)
          - Delphine Irène Tissot (1941-2022)
          - Luc Édouard Tissot (1937-), EPFZ, MBA ∞ Marguerite Tissot (Francheschetti)
            - Philippe Édouard Tissot (1963-), EPFL, Ph. D. ∞ Florence ()
            - Caroline Tissot, (1966-), licence économie, UNINe, DFAE ∞ Claudio Baranzini
            - Alain Charles Tissot ∞ Kathrin Tissot ()
            - Eric Albert Tissot, Marketing & Communication Manager (Multiple SA Global Design) ∞ Pierrette Tissot ()

          - Luc Édouard Tissot (1937-), EPFZ, MBA ∞ Joana Tissot (Landolt)
            - Mirjam Tissot
            - Simon Tissot

          - Luc Édouard Tissot (1937-), EPFZ, MBA ∞ Katia Tissot (Assenova) Dr med, (CEO Milus International )

## Histoire

### Charles-Félicien Tissot-Daguette (1804-1873)

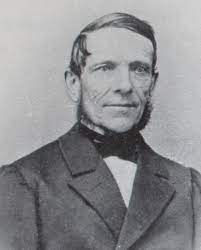
Charles-Félicien Tissot, dit Daguette.

Fils de Simon Pierre Tissot-Daguette et de Sophie Tissot (Ducommun), Charles Félicien Tissot naît en 1804 à Renan, dans le vallon de St-Imier. En 1830, il épouse Julie Othenin-Girard. Cinq enfants naissent de cette union, dont Charles-Émile,.
Monteur de boîte jusqu'en 1853, il conclut cette année un contrat d'Association pour 10 ans avec son fils Charles-Émile afin de produire au Locle des montres sous la marque Chs-F. Tissot. Dans ce but, il transforme son appartement du Crêt-Vaillant 23 en un atelier pour assembler et commercialiser avec son fils des montres de gousset à partir de pièces fournies par d'autres horlogers,,.
Sa femme Julie Tissot Othenin-Girard s'occupe de la comptabilité de l'entreprise.
Charles-Félicien Tissot meurt au Locle en 1873 et laisse la direction de l'entreprise familiale à son fils Charles-Émile.

### Charles-Émile Tissot-Daguette (1830-1910)

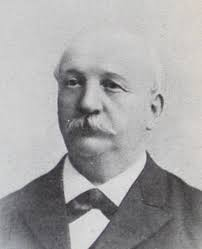
Charles-Émile-Tissot, dit Daguette.

Fils de Charles-Félicien Tissot et de Julie Tissot (Othenin-Girard), Charles-Emile naît le 20 février 1830 à La Ferrière,.
Il commence son apprentissage d'horloger en 1842. Alors que le canton de Neuchâtel s'émancipe de la tutelle prussienne, il part pour les États-Unis d'Amérique en paquebot à voiles en 1848.
Fort de l'expérience acquise en Amérique, il ouvre avec son père un atelier au Locle en 1853 où ils produisent des montres de gousset avec des pièces étrangères,. Charles-Émile Tissot, qui effectue de fréquents déplacements de vente, se voit confier la direction de l'établissement familial, qui vend ses produits principalement en Russie et aux États-Unis.
Il épouse Françoise Sophie Amélie Favre avec qui il a deux fils, Charles (1860-1936) et Paul-Édouard (1864-1939).
Président du parti radical du Locle, il est élu Conseiller général au législatif du Locle de 1858 à 1906 et député au Grand Conseil neuchâtelois pour les périodes (1865-1873) et (1879-1904), qu'il préside en 1892,.
Il occupe également le poste d'Inspecteur fédéral des écoles d'horlogerie et fonde l'école d'horlogerie du Locle en 1868,, à la suite des écoles d'horlogerie de St-Imier et de la Chaux-de-Fonds.
À la mort de son père Charles-Félicien Tissot en 1873, il modifie la raison sociale de l'entreprise familiale en Chs-F. Tissot & Fils S.A. et enregistre son premier logo en 1880, à la suite de l'entrée en vigueur de la première loi suisse concernant la protection des marques de fabrique.
Il siège au Conseil national.de décembre 1881 à décembre 1899, où il est spécialiste des questions industrielles : lois sur le contrôle des métaux précieux, traités de commerce. Il est distingué par le Conseil fédéral aux Expositions universelles de Paris 1878, Anvers 1885, Paris 1889, Chicago 1893, Exposition nationale suisse 1896,.
Charles-Émile meurt le 15 mai 1910 au Locle,, à l'âge de 80 ans et laisse la direction de l'entreprise familiale à son fils Charles.

### Charles Tissot (1860-1936)
- Si vous ne connaissez pas le sujet, laissez ce bandeau (vous pouvez alors contacter les auteurs).
- Si vous supprimez le contenu mis en cause (vous pouvez préalablement contacter les auteurs),

argumentez précisément cette suppression dans la page de discussion
(un manque de référence n'est pas un argument ; une recherche réelle de référence doit avoir été effectuée, être formellement documentée).
Fils de Charles-Émile et de Françoise Sophie Amélie Tissot (Favre), Charles Tissot intègre l'entreprise familiale à partir de 1883, comme troisième génération, après avoir suivi l'École d'horlogerie du Locle fondée par son propre père en 1868,.
Il dirige l'agence de Francfort puis celle de Moscou. L’empire russe représentant un marché d’exportation non négligeable incite Charles, fils de Charles-Émile à s’installer à Moscou en 1885,. Il séjourne 17 ans en Russie où il fonde une famille. En 1901, il revient en Suisse et assume la direction de l'usine familiale au Locle, où il mécanise la production,.
Son épouse Marie Fadieff est de nationalité russe et c'est à Moscou que naissent ses enfants Paul et Marie[réf. à confirmer]. Jusqu'à la révolution russe, Charles Tissot  contribue au succès des ventes de montres de l'agence de Moscou. La marque Tissot s'implante fortement en Russie durant cette époque.
Charles et son père mandatent l’architecte chaux-de-fonnier Ernest Lambelet pour concevoir une usine et une résidence à Beau-Site 24. L'atelier occupe la première partie des locaux actuels dès 1907. La famille Tissot se déplace à l'emplacement actuel de l'usine :  M. et Mme Charles Tissot, ainsi que Mlle Marie Tissot vivent au rez-de-chaussée, alors que les ateliers se trouvent aux étages supérieurs. Sur ce replat au dessus du Locle se trouvent à l'époque seulement la ferme habitée par la famille Tissot et une autre ferme appartenant à la veuve de Raoul Gabus, un fabricant de verres saphir pour l'industrie horlogère .
En 1910, la quatrième génération prend part aux activités de l'entreprise Tissot. En 1911, Charles assigne les affaires commerciales de l'entreprise Tissot à son fils Paul et en 1916, la comptabilité de l'entreprise Tissot à sa fille Marie,.
En 1915, Charles Tissot entre officiellement dans la direction et fait produire la première montre-bracelet de la marque. En 1916. Charles dote également la fabrique Tissot d'un Bureau Technique, qu'il met sous la direction de Henri Sandoz-Robert, un horloger, qui était allé aux États-Unis d'Amérique. En 1917, Charles transforme la maison Tissot en manufacture,.
En 1930, Charles Tissot regroupe la société Tissot avec la société Omega au sein de la holding SSIH. L'entreprise adopte dès lors un plan commercial basé sur un choix de montres restreint et une présence publicitaire dans les vitrines des détaillants,. En 1930, son frère Édouard devient vice-président de la holding SSIH.
En 1933, grâce à l'introduction de la montre amagnétique et au « plan Tissot », Charles Tissot fait progresser les ventes de plus de 70%,.
Charles Tissot meurt en 1936 au Locle à l'âge de 76 ans et laisse la direction de l'entreprise familiale à son fils Paul et à sa fille Marie,.

### Paul-Édouard Tissot-Daguette-Martin (1864-1939)
Fils de Charles-Émile et de Françoise Sophie Amélie Tissot (Favre), Paul-Édouard Tissot, nommé la plupart du temps Édouard, naît le 28 août 1864 au Locle et de fait, appartient aussi à la troisième génération.
Après avoir obtenu son diplôme d'ingénieur en 1885 et son doctorat en 1890 à Zurich, Paul-Édouard épouse en 1894 Laure Alice Martin, fille de Louis Alexandre, négociant en vins, avec laquelle il a trois enfants.
Il débute dans la construction de machines à Genève (Compagnie de l'industrie électrique), puis réoriente sa carrière vers la finance à Bâle en 1899. Il travaille comme ingénieur et comme banquier dans les conseils d'administration de Cossonay de 1904 à 1917 et de SBS de 1914 à 1939.

Il sert également de conseiller financier à son frère Charles, ainsi qu'à son neveu Paul Tissot. Ingénieur, docteur EPF en électricité, il a commencé sa carrière à l'usine Sécheron, à Genève, par la recherche dans le domaine du transport de haute tension. Après avoir pris la tête de la Banque d'électricité et de traction, à Bâle, il joua un rôle de premier plan dans la mise en valeur de l'énergie électrique, soit en Suisse, soit en Italie, en Styrie, en Argentine, mais tout spécialement en France où ses travaux de mise en exploitation des forces hydro-électriques des Alpes, du Massif central et des Pyrénées lui valurent d'être promu commandeur de la Légion d'honneur.

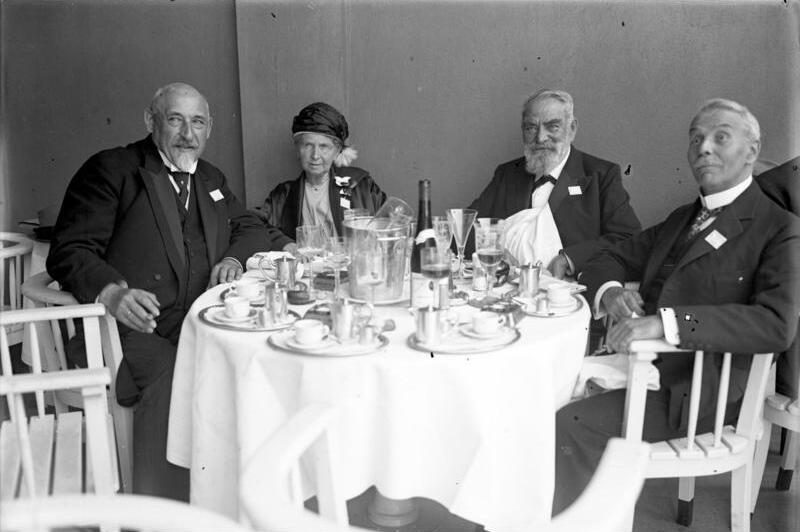
Paul-Édouard Tissot au Congrès international de l'énergie à Berlin en 1930

Ses conseils et son appui financier ont contribué au succès des firmes Omega et Tissot. Il devient vice-président de Elektrowerte et membre du conseil d'administration de kW Laufenburg en 1929. Il fait partie du conseil d'administration de Motor-Colombus de 1929 à 1937.
Membre du Comité de la Société de Banque Suisse, il préside en 1930 la Conférence mondiale de l'énergie, à Berlin.
En 1930, son frère Charles, son neveu Paul et sa nièce Marie créent la première montre-bracelet amagnétique au monde. Avec son neveu et sa nièce, Paul-Édouard est vice-président de la SSIH de 1930 à 1937. Sous sa vice-présidence, la holding SSIH rachète Lémania Watch Co. Lugrin SA, en 1932.
Il fait partie de la commission fédérale de l'économie hydraulique dépendant du DETEC en 1937.
Paul-Édouard meurt le 14 mai 1939 en mer, de retour d'un voyage d'affaire en Argentine, à l'âge de 75 ans, trois ans après son frère Charles. Après sa mort, son neveu Paul et sa nièce Marie dirigent l'entreprise familiale,.

### Paul Tissot (1890-1951)
- Si vous ne connaissez pas le sujet, laissez ce bandeau (vous pouvez alors contacter les auteurs).
- Si vous supprimez le contenu mis en cause (vous pouvez préalablement contacter les auteurs),

argumentez précisément cette suppression dans la page de discussion
(un manque de référence n'est pas un argument ; une recherche réelle de référence doit avoir été effectuée, être formellement documentée).

Fils de Charles et Marie Tissot (Fadieff), Paul Tissot naît à Moscou en 1890, et passe en Russie les dix premières années de son existence. Rentré au Locle en 1901, Paul commence son activité au sein de l'entreprise familiale en 1911, comme quatrième génération,. Dirigeant les affaires commerciales, il voit la révolution en Russie entraîner la perte de l'important marché russe pour les montres Tissot,. Efficacement secondé par sa sœur Marie, qui commence son activité de comptable au sein de l'entreprise en 1916,, Paul Tissot dirige l'entreprise familiale avec son père Charles jusqu'à sa mort en 1936. puis avec sa sœur Marie en 1939, après la mort de leur oncle Paul-Édouard,.

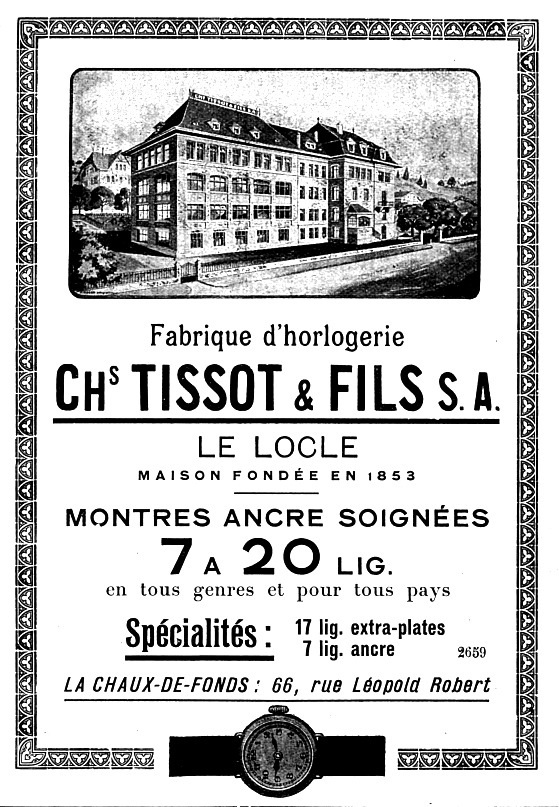
Réclame pour les montres Tissot vers 1920

Paul, incite son père Charles à ouvrir le Bureau Technique Tissot en 1916, qu'ils mettent sous la direction de Henri Sandoz-Robert, un horloger qui était allé aux États-Unis d'Amérique. En 1917, Paul et Marie font transformer par leur père Charles les ateliers Tissot en une véritable manufacture,. En 1918, tous trois rehaussent fabrique et maison familiale mitoyenne d'un étage. Ce premier agrandissement de la fabrique Tissot permet d'y fabriquer également des ébauches en 1920, ce qui la transforme en une manufacture. Paul Tissot ne baptise pas les ébauches Tissot en lignes, mais en millimètres : les calibres 43, 27, 13,6 sont à l'origine d'une grande famille de calibres sans cesse perfectionnés.
Après la transformation des ateliers Tissot en manufacture, Paul et Marie Tissot nouent les premiers contacts avec la firme Omega, qui avait été fondée à Bienne par Louis Brandt en 1848. Le 8 janvier 1925, ils concluent une convention instituant la Communauté d’intérêts technico-commerciale Omega-Tissot, qui entraîne à une première rationalisation de la production des deux entreprises. Paul Tissot remplace alors Henri Schaeren à la direction commerciale de la firme Omega,.
En pleine crise, Paul et Marie lancent un nouvel agrandissement de la fabrique du Locle vers l'ouest, pour introduire dès 1928 la pierre chassée dans les ébauches Tissot. En juillet 1929, le conseil d'administration de Omega décide sa fusion avec la maison Tissot. En effet, le krach de Wall Street provoque une chute soudaine des cours à la bourse de New York, une diminution des ventes de montres et annonce la crise économique. La création d'un nouveau groupe horloger permet d'utiliser les canaux de distribution existant de chaque firme, ainsi qu'une gestion commune des fournisseurs et des sous-traitants. De plus, la standardisation et l'utilisation d'ébauches communes fait également baisser le prix de revient. Le rapprochement d'Omega et de Tissot inonde les détaillants en montres de luxe et en montres de gamme moyenne.
En 1930, Charles Tissot, Paul Tissot et Marie Tissot créent la première montre-bracelet amagnétique au monde. En 1930, Paul Tissot, Marie Tissot et Louis Brandt créent la SSIH, Société Suisse pour l'Industrie Horlogère S.A.. Cette Holding financière a son siège à Genève. Paul Tissot est nommé directeur commercial de la nouvelle entité et son oncle Paul-Édouard Tissot en est nommé vice-président.

#### Société suisse pour l'Industrie horlogère (1930-1983)
Jusqu'aux années 1960, la concentration économique dans le monde horloger est limitée par des ententes cartellaires. Dès 1925, Paul et Marie Tissot s'associent avec Louis Brandt pour conclure le partenariat commercial Omega-Tissot, qui se transforme en holding en 1930,. Pour faire face aux conséquences du krach boursier de 1929, ils réunissent les capital-actions de Tissot et de Omega dans la holding Société suisse pour l'industrie horlogère (SSIH) par un échange d'actions,.
Selon le « plan Tissot » résultant de cette association : Omega fournit des montres de luxe, alors que Tissot fournit du milieu de gamme. Un coffret des 18 modèles Tissot les plus demandés est fourni aux détaillants en horlogerie, pour éviter les « rossignols ». En 1932, Paul Tissot, Marie Tissot et Louis Brandt rachètent Lémania Watch Co. Lugrin SA et l'ajoutent à la holding SSIH comme marque de spécialités. Grâce à cette réorganisation et à l'invention de la montre amagnétique, Paul Tissot fait progresser les ventes de plus de 70 % en 1933,. En 1939, le décès en mer de leur oncle Paul-Édouard, laissent Paul et Marie aux commandes de la Tissot.
Le frère et la sœur agrandissent à nouveau en 1947 l'usine Tissot, l'entourant de l'usine II et du Foyer Tissot. Paul et Marie Tissot lancent l'iconique modèle Tissot Navigator en 1951. Mais, victime de son activité, Paul Tissot meurt subitement à Paris, en rentrant d'Angleterre où il a présidé la séance du conseil d'administration de l'agence de Londres,,.
Décédé le 3 juin 1951, Paul Tissot (Sommer) laisse l'entreprise familiale aux mains de son cousin Édouard-Louis et à sa sœur Marie,.
N.B. : P. Tissot (Sommer) de la manufacture Tissot ne doit pas être confondu avec Paul Tissot, avocat et notaire à La Chaux-de-Fonds, président du tribunal de la Métropole horlogère, conseiller communal et directeur de police, président de la Chambre suisse de l'horlogerie (1918-1935), dont l'avis de décès est paru dans L'Impartial du 2 août 1964.

### Marie Tissot (1897-1980)
- Si vous ne connaissez pas le sujet, laissez ce bandeau (vous pouvez alors contacter les auteurs).
- Si vous supprimez le contenu mis en cause (vous pouvez préalablement contacter les auteurs),

argumentez précisément cette suppression dans la page de discussion
(un manque de référence n'est pas un argument ; une recherche réelle de référence doit avoir été effectuée, être formellement documentée).

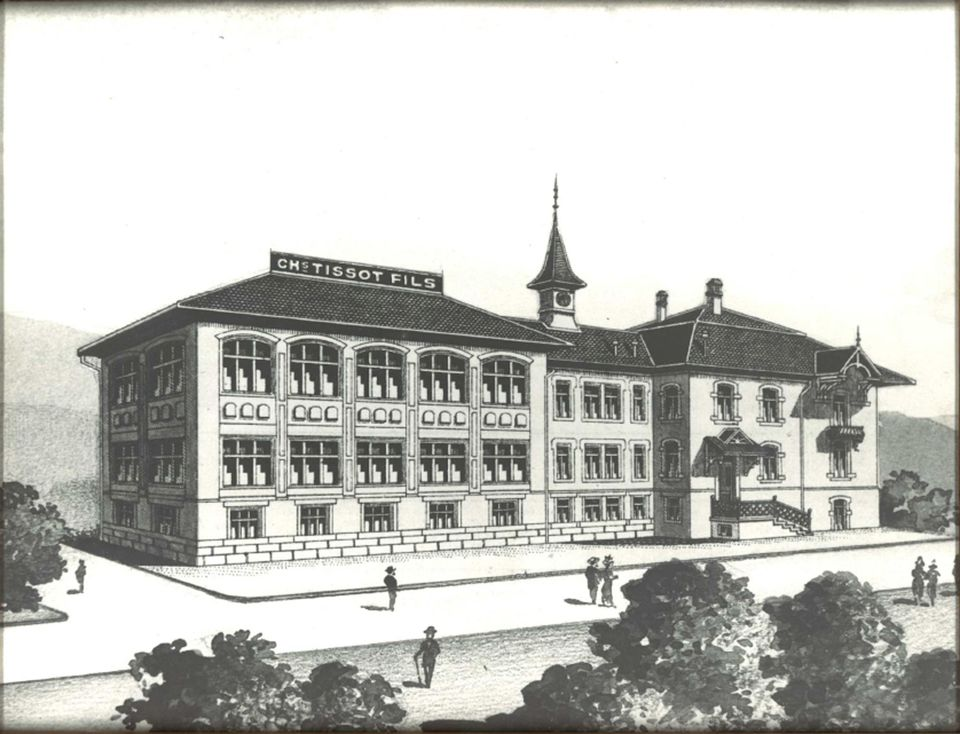
La fabrique Tissot en 1907

Fille de Charles Tissot et Maria Fadieff, la sœur de Paul Marie Tissot naît à Moscou le 25 juin 1897 et entre au service de l'entreprise familiale en le 1er juillet 1916,. Pendant plus de 50 ans, elle administre les finances de manière compétente et se fait respecter. D'une quinzaine d'employés que compte l'entreprise Tissot à son arrivée, ils sont plus de 1 000 quand elle prend sa retraite.
Marie Tissot assiste à la création du Bureau Technique en 1916, participe à la transformation des ateliers en manufacture en 1917 et voit le rehaussement des bâtiments pour agrandir l'usine en 1918 et en 1947. Elle accompagne activement le rapprochement d'Omega et de Tissot entre 1925 et 1930. Du point de vue social, elle se soucie du bien-être des employés, crée le foyer Tissot et gère leur caisse-maladie de prévoyance,. Après la mort de son frère en 1951, elle joue un rôle accru dans l'entreprise familiale. En 1955, elle voit la SSIH (Société suisse pour l’industrie horlogère) racheter la manufacture de montres Marc Favre, à Bienne.
Après 55 d'activité, Marie Tissot se retire des affaires en 1971 et meurt au Locle le 23 mars 1980, à l'âge de 83 ans. Elle n'assiste pas à la création de la SMH et étant resté célibataire, elle laisse la gestion de l'entreprise familiale à son cousin Édouard-Louis Tissot.

### Édouard-Louis Tissot (1896-1977)
- Si vous ne connaissez pas le sujet, laissez ce bandeau (vous pouvez alors contacter les auteurs).
- Si vous supprimez le contenu mis en cause (vous pouvez préalablement contacter les auteurs),

argumentez précisément cette suppression dans la page de discussion
(un manque de référence n'est pas un argument ; une recherche réelle de référence doit avoir été effectuée, être formellement documentée).
Fils de Paul-Édouard et Laure Alice Tissot (Martin), Édouard-Louis Tissot naît en 1896 à Genève, fait ses études primaires et secondaires à Bâle et obtient son diplôme d'ingénieur électricien de l’École polytechnique à Zurich. Il épouse Gabrielle Bernoud, avec laquelle il a quatre enfants, dont son fils Luc-Édouard.
En 1924, Édouard-Louis Tissot part pour l'Argentine où il fonde la Compagnie suisso-argentine d'électricité ou Sociedad de Electricida qu'il développera jusqu'en 1951. Il construit une vingtaine de centrales électriques dans autant de villes.
En 1939, Édouard-Louis Tissot succède à son père au conseil d'administration de la SSIH. Par la suite, il prend parallèlement à ses activités professionnelles la présidence de la Sociedad commercial de Reloyeria, représentant Omega et Tissot en Argentine.
Après le décès par crise cardiaque de son cousin Paul Tissot en 1951, Édouard-Louis Tissot rentre en Suisse pour reprendre la direction de l'usine en compagnie de sa cousine Marie Tissot. À 56 ans, Édouard-Louis Tissot assimile le fonctionnement de la montre dans « La théorie générale de l'horlogerie » de Léopold Défossez pour compléter l'expérience acquise dans la vente pour Omega-Tissot. Ses observations des problèmes de fabrication dans les ateliers et dans les laboratoires lui permettent de s'acquitter de ses nouvelles tâches.
En 1952, Édouard-Louis Tissot dépose un brevet pour des paliers autolubrifiants. Vers 1953, le premier effort dans ce sens fut l'introduction du roulement autolubrifiant. Les rubis, traditionnellement utilisés en horlogerie pour maintenir les engrenages du mouvement en place, sont chers et doivent être huilés pour que le mouvement fonctionne parfaitement. En remplaçant les pierres naturelles par cet appareil synthétique, Édouard-Louis espère créer des mouvements meilleur marché. Après des années de recherches, il peut présenter à la foire de Bâle en 1971 l’Astrolon, un concept innovant de mouvement en matière synthétique. Parallèlement, il rationalise son entreprise.
Dès 1958, dans le domaine de la production, Édouard-Louis Tissot argumente en faveur d'un calibre unique et dans les années 1960, il incite ses représentants généraux à effectuer des restructurations dans les circuits de distribution.
Une usine supplémentaire est construite à Chaux-de-Fonds. Dans les années 1960, la conjoncture est prospère et Édouard-Louis Tissot reconstruit les bâtiments de la Fabrique Tissot en ajoutant une tour (1961) et une aile nord (1965). Après avoir examiné les plans de construction, le conseil municipal du Locle propose l'adjonction de deux étages supplémentaires au bâtiment. La holding SSIH, libre de dette, peut financer la construction des bâtiments Tissot sur ses fonds propres.

#### Astrolon, la montre en plastique suisse (1964-1971)

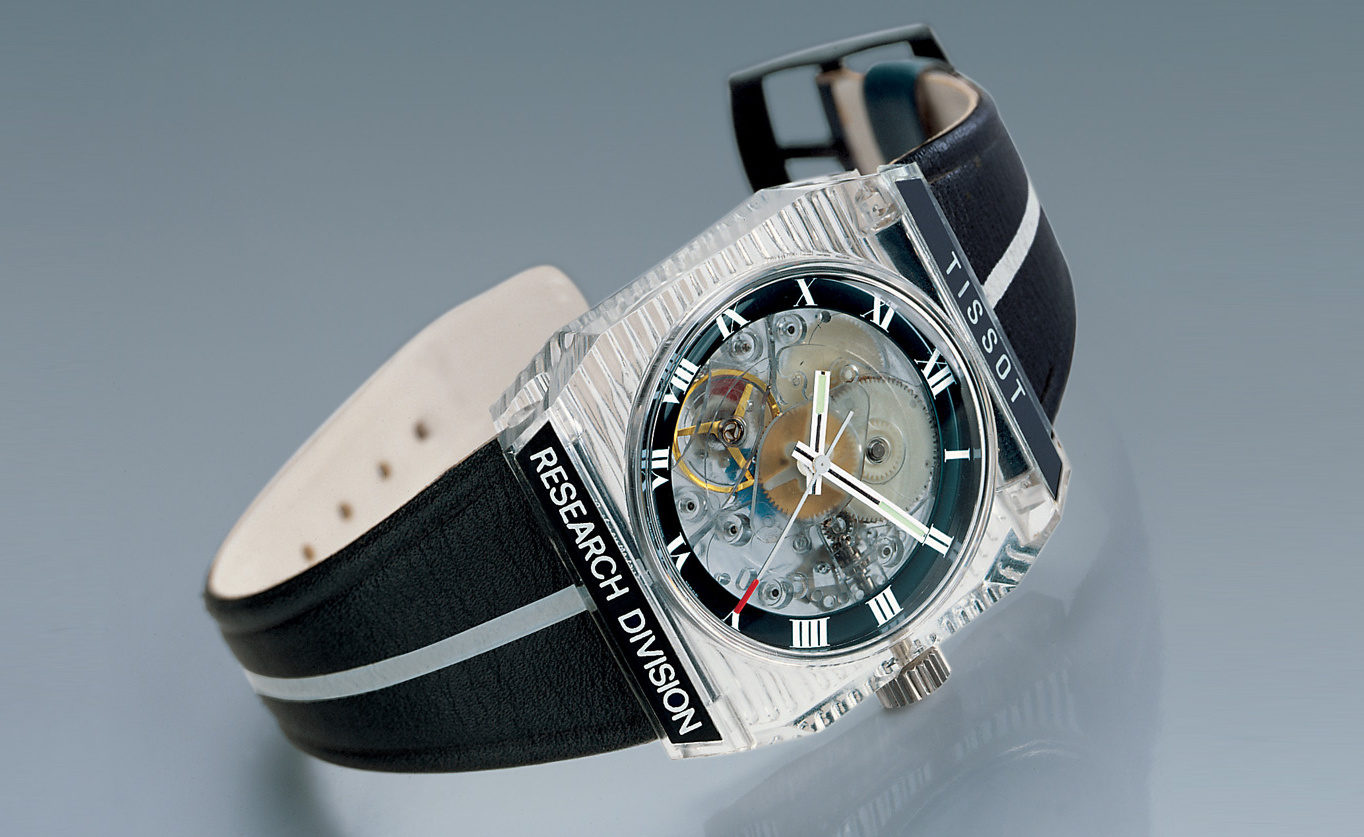
Tissot Astrolon en plastique 1971.

Pour résoudre les problèmes de lubrification des engrenages, Édouard-Louis Tissot lance en 1952 le projet "Sytal", système Tissot d’auto-lubrification et dépose un premier brevet. Parallèlement, la famille Tissot participe à la fondation en 1962 du Centre électronique horloger, pour remplacer les ressorts mécaniques des montres bracelets par des micro-piles électriques, comme l'avaient annoncés à la fin des années 1950 Lip en France, Hamilton aux USA, Ebauches et Bulova en Suisse.
Entre 1964 et 1971, un mouvement en Nylon nommé Astrolon est développé par Tissot Research,, car la fabrication de pièces par injection de matière plastique fait passer le nombre de composants standard de 91 à 52 environ, soit une quarantaine de pièces en moins. Comme le remplacement du laiton par du Nylon occasionne des problèmes d'usure et de déformation, l'emploi du Teflon est privilégié, puis du Delrin. Les mouvements en matière plastiques ne résolvent pas seulement les problèmes de lubrification, ils abaissent aussi considérablement le prix de revient de production d'un mouvement et ne nécessitent aucune révision.
Dans le même temps, le développement des montres à quartz se déroule au Japon et en Suisse. C'est lors du concours international de chronométrie de 1967 que les premiers mouvements à quartz sont présentés au grand public. Certains proviennent du Centre électronique horloger (CEH) et d'autres du centre de recherche et développement de Seiko. Révolution technique, ces mouvements sont déjà dix fois plus précis que les meilleures montres mécaniques de l'époque. Les dix premières places du concours sont remportées par le CEH. Ces mouvements contiennent un résonateur à quartz ayant la forme d'un barreau, un type de résonateur aujourd'hui obsolète.
En 1969, la première montre-bracelet à quartz commercialisée sur le marché est la Seiko 35SQ. À la Basler Messe de 1971, Édouard-Louis Tissot présente l'Astrolon, une montre Tissot mécanique en matière plastique, mais un accueil plus que mitigé est réservé à cette nouveauté,. Dans les années 1970, l'industrie horlogère suisse est en effet à un tournant de son histoire ; la montre mécanique traditionnelle a fait son temps et de nouvelles techniques concernant le mode d'affichage, la réserve d'énergie et le balancier sont apparues.
Avec la fin de la convertibilité dollars/or en 1971, les accords de Bretton Woods en 1973, les taux de change deviennent flottants. Le franc suisse devient une valeur refuge pour les spéculateurs et rend l’horlogerie suisse moins compétitive face à la concurrence étrangère. En 20 ans, Édouard-Louis Tissot développe néanmoins le chiffre d'affaires de l'entreprise familiale par sept, la faisant accéder à fin 1971 une nouvelle dimension,.
Édouard-Louis Tissot meurt le 6 novembre 1977 à la Chaux-de-Fonds à l'âge de 81 ans et laisse l'entreprise familiale à son fils Luc-Édouard Tissot.

#### Société suisse de microélectronique et d'horlogerie (1983-1985)
Une nouvelle ère débute avec la disparition en 1983, de la holding SSIH (Société suisse d'Industrie horlogère) et de la holding ASUAG (Allgemeine Gesellschaft der schweizerischen Uhrenindustrie AG) au profit de la SMH (Société de microélectronique et d'horlogerie SA),. Mais ni Paul Tissot (mort en 1971), ni Edouard Tissot (mort en 1977), ni Marie Tissot (morte en 1980) ne voient disparaître la SSIH au profit de la SMH.
Le tissu industriel jurassien et neuchâtelois, hautement spécialisé et uniquement tourné vers la production de montres mécaniques, ne résiste pas à l'apparition des nouvelles techniques tel le quartz, l'électronique, le plastique et l'affichage digital. N'arrivant pas à s'adapter en un laps de temps aussi réduit, plusieurs fabricants disparaissent, entrainant la faillite de nombreux sous-traitants et créant une crise économique majeure pour la région, qui va perdre le tiers de sa population.

#### Crise économique (1973-1983)

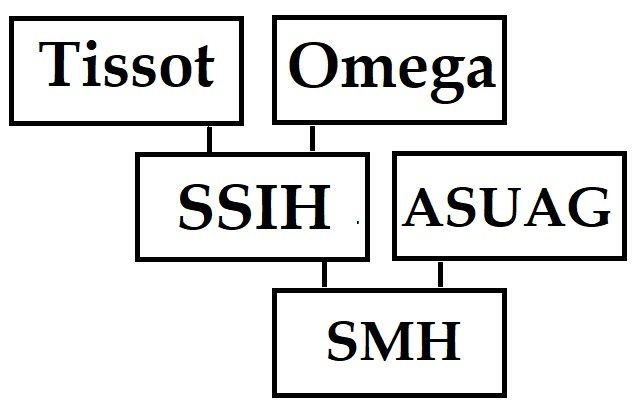
Concentration des entreprises horlogères de l'arc jurassien.

À la suite de la crise du quartz, « entre 1981 et 1983, les banques suisses injectent plus de 900 millions dans les groupes SSIH et l'ASUAG ». En 1983, un audit sur la solvabilité est demandé par les banques créditrices à la firme zurichoise Hayek Engineering. Ce rapport oblige les deux grands groupes horlogers suisses à fusionner afin de faire face à leurs difficultés économiques.
En 1985, le Libanais Hayek et un groupe d'investisseurs rachètent 51 % du capital-actions du groupe SSIH-ASUAG pour la somme dérisoire de 153 millions de francs. Le groupe prend alors le nom de Société suisse de microélectronique et d'horlogerie SA (SMH),, marquant la fin de l'indépendance de plusieurs marques historiques. Tissot Synthetic est alors transférée du Locle à Bienne.
En 1998, la holding SMH disparaît dans Swatch Group.

### Luc-Édouard Tissot (1937- )
- Si vous ne connaissez pas le sujet, laissez ce bandeau (vous pouvez alors contacter les auteurs).
- Si vous supprimez le contenu mis en cause (vous pouvez préalablement contacter les auteurs),

argumentez précisément cette suppression dans la page de discussion
(un manque de référence n'est pas un argument ; une recherche réelle de référence doit avoir été effectuée, être formellement documentée).

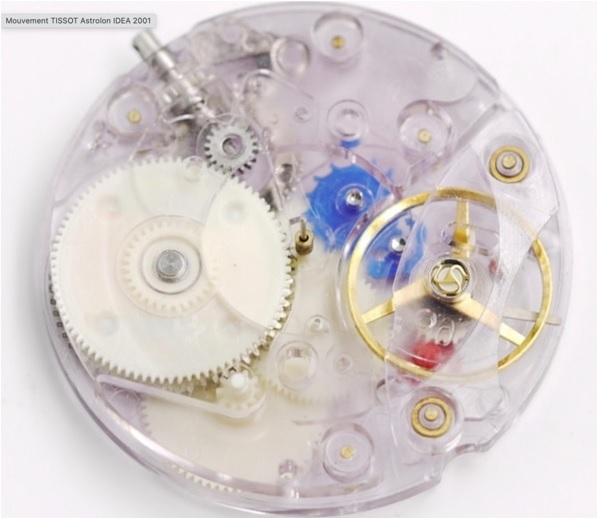
Mouvement de montre Tissot Astrolon IDEA en plastique.

Fils de Edouard-Louis et de Gabrielle Tissot (Bernoud), Luc-Édouard Tissot est né le 28 juillet 1937, à Buenos Aires en Argentine. Il obtient le diplôme d’ingénieur EPFZ et un MBA à l'IMD de Lausanne, puis entre dans l’entreprise familiale en 1965, comme cinquième génération. Il succède à son père en 1973, au poste de président directeur général de la fabrique, qui donne alors du travail à 1 000 employés.
Débutant au poste de directeur technique, Luc Édouard lance la production de composants de pièces d’horlogerie en matières synthétiques entrant dans la production du calibre Astrolon. Membre du conseil de surveillance de la SSIH, Luc-Édouard Tissot reprend les rênes de Tissot SA de 1973 à 1981.
Comme les autres chefs d'entreprise de la région, Luc-Édouard Tissot doit affronter des années d’incertitudes et de difficultés. En 1978, la conjoncture économique contraint Tissot SA de fermer son département Ébauches, créé en 1920 et la crise des années 1970 contraint l’usine Tissot à réduire son personnel de moitié. Mais en 1979, Luc-Édouard crée Tissot Synthetics et à la fin de 1979, la marque aspire à redevenir une manufacture. En 1983, un nouveau chapitre s’ouvre avec la fusion de la SSIH et de ASUAG. En 1985, Tissot Synthetics n'est pas reprise par SSIH-ASUAG.
Le libanais Nicolas Hayek prend la nouvelle entité sous sa responsabilité, puis crée en 1985 la Société de microélectronique et d’horlogerie (SMH). La marque Tissot ne dépend plus de la famille Tissot, mais est appelée à jouer un rôle non négligeable dans le milieu de gamme du groupe nouvellement créé.
Préoccupé par la perte d’emplois et du savoir-faire dans la région, Luc-Édouard Tissot mise tout sur la responsabilité sociale de l’entreprise. Il fonde les sociétés Precimed, (future Intermedics), le 14 novembre 1977, Medos en 1982, ainsi que la Fondation Tissot pour la promotion de l’Économie pour faire face à la crise horlogère. Luc-Édouard Tissot cherche à dynamiser les affaires par la diversification, notamment avec la fabrication d’appareils cardiaques.

#### Precimed (1978)
Après la mort de son père, Luc-Édouard Tissot prend conscience de la responsabilité sociale des entreprises horlogères et tente de remplacer les emplois perdus pour conserver le savoir-faire dans la région, qui a vu naître et se développer l'horlogerie. Possédant les relations industrielles, les moyens financiers et techniques nécessaires, les milieux patronaux doivent rechercher de nouvelles industries après la débâcle des années 1970. Réalisant que les services de l’État restent un auxiliaire indispensable pour assurer l’implantation de ces nouvelles firmes dans le contexte administratif et juridique local, Luc-Édouard Tissot cherche une diversification économique pour le haut du canton qui permette d'utiliser les compétences de la population et de créer de nouveaux emplois.
Pour redonner du travail à des ingénieurs hautement qualifiés, il fonde, le 14 novembre 1977, une nouvelle entreprise, la société Precimed (future Intermedics) dans le but de fabriquer en Suisse des stimulateurs cardiaques ou Pacemakers. Pour produire ces appareils électroniques dans les montagnes neuchâteloise, le besoin d'une technologie de pointe se fait sentir et la nouvelle firme Precimed engage 300 personnes qualifiées, dont le savoir-faire est utilisé pour donner naissance à une nouvelle industrie régionale, le MedTech en pays horloger. Le mélange de la technologie médicale avec l'électronique permet non seulement de maintenir des places de travail mais aussi de conserver un précieux savoir-faire dans la localité. En avril 1980, Luc Tissot cède sa place à la tête de Precimed à Adrien Bussard du Groupe Kontron et en 1981, Kontron vend Precimed à la société américaine Intermedics Inc., numéro deux mondial de la production de pacemakers.
| Dates clés    |                                                                                                |
| ------------- | ---------------------------------------------------------------------------------------------- |
| Décembre 1977 | Fondation de la société Precimed                                                               |
| Novembre 1978 | Implantation sur un patient du premier stimulateur cardiaque suisse, nommé Précilith           |
| Juin 1979     | Production de 2000 stimulateurs cardiaques                                                     |
| Novembre 1980 | Remplacement de Luc Tissot à la tête de Precimed par Adrien Bussard                            |
| Mars 1981     | Vente de Precimed à la société américaine Intermedics Inc. par Kontron holding SA              |
| 1988          | Vente de Precimed à la société suisse Sulzer Medica par Intermedics Inc.                       |
| Février 1999  | Vente de Sulzer Intermedics, anciennement Precimed, à Guidant et fermeture de l’usine du Locle |

#### Fondation Tissot pour la promotion de l'Économie (1980)
Se préoccupant de l’intérêt public et dans le but de relancer l'économie dans le haut du canton de Neuchâtel, mise à mal par la crise du Quartz, Luc E. Tissot crée en 1980 une fondation pour la promotion de l’économie au Locle. Différentes initiatives sont prises dont :

##### Programme de promotion économique du canton de Neuchâtel
Conseillant le gouvernement neuchâtelois, Luc. E. Tissot lance un programme de promotion économique pour compenser la perte de main d’œuvre dans la région et propose l’entrepreneur Karl Dobler à la tête de ce projet, qui installera à Neuchâtel de nombreuses entreprises.

##### - Présidence de CAETS
L’Académie suisse de sciences techniques (SATW) délègue Luc E. Tissot à l’organisation de la conférence de Zurich sur les transports de 1993 et à la présidence de CAETS (Council of academies of engineering and technological sciences, Washington DC) pour la période 1993-95. Une vingtaine d'académies nationales participent à cette conférence réunissant 300 représentants de ces académies. Le réseau scientifique international de la fondation est développé grâce aux visites effectuées par Luc E. Tissot de plusieurs académies, dont celle de Suède pour son 75e anniversaire.

##### Création de Sapiam et Inresa
Pour le compte de l’industrie horlogère suisse, Luc Edouard Tissot crée d’une manufacture de montres au Mexique : la société SAPIAM, qui rassemble cinquante fabricants de montres helvétiques. Cette société suisse au Mexique crée à son tour une société INRESA à Mexico rassemblant trente importateurs de montres. Une centaine d’emplois sont ainsi créés dans la ville de Cuatitlan, en contrepartie le gouvernement mexicain autorise à nouveau l’importation de montres suisses.

#### Création de Medos (1982)
En 1982, toujours dans le but de dynamiser la région, Luc-Édouard Tissot fonde un autre start up MedTech au Locle, Medos, en collaboration avec le Professeur Solomon Hakim et son fils Carlos Hakim.
Cette nouvelle start-up assure le développement et la commercialisation d’une valve hydrocéphalique programmable pour le traitement de l’hydrocéphalie à pression normale. Cette démence devient totalement réversible grâce à ces valves unidirectionnelles qui régulent la pression ventriculaire interne.
En 1991, la StartUp Medos est rachetée par le groupe américain Johnson & Johnson. Medos, fililale de Johnson & Johnson, rachète le site de production Intermedics au Locle (NE), fermé en 1999 après l’abandon par Sulzer Medica d’une partie de ses activités. La transaction crée un millier d’emploi dans la commune du Locle, remplaçant ainsi les emplois perdus dans l’horlogerie et assurant le maintien du savoir-faire.

#### Création de Tissot Médical Research (2010)
En 2012, Luc-Édouard Tissot se lance dans la production de lentilles intelligentes capables de lutter contre le glaucome,, grâce à la start'up TMR fondée le 21.10.2010.

#### Retour dans l'horlogerie
En 2019, Luc-Édouard Tissot entreprend de faire renaître la marque de montre Milus international.

### Philippe Édouard Tissot (1963- )
Fils de Luc-Édouard et de Marguerite Tissot (Franceschetti), Philippe Édouard Tissot est né au Locle en 1963. Il obtient le diplôme d’ingénieur EPFL et un doctorat (Ph.D.) en génie nucléaire de Texas A&M University. Après une carrière de chercheur scientifique dans le secteur privé, il rejoint Texas A&M University-Corpus Christi en 1999 et occupe differents postes, y compris celui de professeur assistant et de professeur associé en physique et de chercheur associé. Durant toute sa carrrière à Corpus Christi, il est associé au Conrad Blucher Institute où il crée le Coastal Dynamics Laboratory avec Deidre Wiliams. Il est directeur remplaçant de l'institut entre 2019 et 2023. En 2023 il devient Chair of Coastal Artificial Intelligence
https://www.conradblucherinstitute.org/people/philippe-tissot. Depuis 2020, il est co-enquêteur principal d'un des instituts de la Fondation nationale américaine pour la Science chargée de développer la recherche en intelligence Artificielle: AI2ES (https://www.ai2es.org/).  

#### Filmographie
- Fonds Tissot, Bibliothèque de la Chaux-de-Fonds, 1945-2005, ref.CH NECFBV DAV TI